# Titan (игра)
Titan — рабочее название отменённой массовой многопользовательской онлайн-игры в жанре шутера, разрабатываемой Blizzard Entertainment. Разработка игры предположительно началась в 2007 году. Согласно немногочисленной информации, опубликованной Blizzard, игра должна была быть полностью новой, не основанной на какой-то из трёх основных франшиз компании. Проект был отменён в 2014 году. Наработки игры были использованы для создания игры Overwatch, выпущенной в 2016 году.

## Игровой процесс
Точные детали игрового процесса Titan неизвестны, однако гейм-дизайнер Blizzard Джефф Каплан, участвовавший в разработке Titan и ставшего в дальнейшем руководителем проекта Overwatch, рассказал, что игра должна была стать шутером. Игроки должны были выбрать класс персонажа, дающий им начальные способности. По мере продвижения в игре они получали очки, которые можно было потратить на дерево умений данного персонажа. По словам Каплана, к моменту отмены проекта вариативность доступных в игре умений позволяла составить чрезмерно мощные комбинации, и описал результат как «очень загромождённый и обескураживающий».
Вскоре после объявления об отмене проекта Kotaku опубликовала статью, описывающую игру как «массовую многопользовательскую компьютерную игру, в которой игроки могут как придерживаться небоевых родов занятий, так и пробираться стрельбой через дезматчи в научно-фантастической версии Земли». Согласно статье, ссылающейся на анонимного разработчика, действие игры разворачивается на Земле в недалёком будущем, где игроку предстоит заниматься «мирской работой» днём и сражаться с неприятелем ночью.

## Разработка
В 2007 году на веб-форуме Blizzard появились предположения о новой разрабатываемой игре после того, как кампания опубликовала список вакансий, куда входили художники персонажей и окружения для «совершенно секретной ММО следующего поколения». Менеджер сообщества Blizzard подтвердил, что публикации относились к неанонсированной игре, не являющейся расширением для World of Warcraft. В 2008 году CEO Activision Blizzard Бобби Котик, исполнительный директор Blizzard Пол Сэмс и CEO Blizzard Майкл Морхейм подтвердили, что речь идёт о новой игре. В 2010 году без согласия компании было опубликовано конфиденциальное расписание проекта, раскрывающее название Titan и дату выпуска — четвёртый квартал 2013 года. После утечки был отстранён от работы главный менеджер Blizzard China.
На церемонии Spike Video Game Awards 2010 года сооснователь Blizzard Франк Пирс рассказал игровому блогу Destructoid, что студия начала думать о тайтле как об инструменте вербовки. Морхейм в общих словах рассказал об игре на D.I.C.E. Summit в 2011 году. По его словам, в проект были переведены наиболее опытные разработчики ММО в компании, чтобы использовать таким образом многолетний опыт разработки World of Warcraft. Морхейм выразил надежду, что World of Warcraft и Titan, после его релиза, смогут сосуществовать на рынке. Подобное заявление он делал в 2008 году журналу Wired, заявив, что игры будут настолько разными, что не будут конкурировать.
В интервью с сайтом Gamasutra в марте 2011 года Сэмс раскрыл, что игра находится в играбельном состоянии, и высказал мнение, что проект будет расти в течение десяти, пятнадцати или даже двадцати лет, «установив новую марку в индустрии». В сентябре 2012 года команда разработки выросла из небольшой группы разработчиков, фокусирующейся на концептах, в группу из более 100 человек, и вице-президент Blizzard по геймдизайну Роб Падро объявил, что игра находится «в середине разработки», отметив, что это должен быть очень большой проект и им есть, куда развиваться.
28 мая 2013 года было объявлено о перезапуске проекта и задержке выхода игры. 70 процентов команды разработчиков было переведено в другие проекты Blizzard. Представитель Blizzard Шон Дамрон подтвердил статус разработки, отметив, что оставшееся основные разработчики будут работать над приспосабливанием игры к новым технологиям. Морхейм отметил, что компания находится в процессе выбора нового направления для проекта и переосмысления того, какой они хотят видеть игру. Он сказал, что игра вряд ли будет «MMORPG с платной подпиской». Официальной даты выпуска игры объявлено не было .
23 сентября 2014 года в интервью с веб-сайтом Polygon Морхейм объявил, что разработка Titan отменена. Отмена проекта оценивается сторонними аналитиками по меньшей мере в 50 миллионов долларов расходов, что не является для Blizzard обременительным, так за это время компания заработала более 15 миллиардов долларов. По предположениям этих аналитиков, Blizzard осознали, что покуда Titan не предлагает что-нибудь значительно выделяющееся на фоне конкурирующих MMO, он не будет иметь успех на рынке, и решение об отмене игры, несмотря на его стоимость, выгодно компании в долгосрочной перспективе.

## Переход кOverwatch
В мае 2013 года, хотя публично было объявлено о задержке выхода и перефокусировке разработки Titan, внутри компании проект был уже отменён. Из 140 разработчиков Titan только 40 остались в команде, в то время как остальные были разделены по другим отделам Blizzard.
Оставшаяся группа из 40 разработчиков, включающая Каплана и Криса Метцена, должна была придумать новую идею в течение примерно шести недель, в противном случае их тоже ждало распределение по другим отделам. Вдохновившись командными шутерами вроде Team Fortress 2 и популярностью MOBA-игр, команда использовала наработки Titan для разработки прототипа игры, где игроки будут выбирать заранее сформированных персонажей с различными типами способностей и умений и встречаться в командных матчах. По словам Метцена, из-за провала Titan группа страдала низкой моралью, однако идея командного шутера воодушевила их и помогла сформировать оптимистичный игровой мир, основанный на Земле недалёкого будущего и охватывающий ряд разнообразных героев и персонажей. Проверка прототипа прошла успешно, и команда начала разработку будущей четвёртой основной франшизы Blizzard, игры Overwatch. Во многих чертах Overwatch прослеживаются корни Titan: например, Трейсер изначально была доступным обликом для класса Jumper, а карта «Храм Анубиса» изначально была разработана для Titan. Overwatch была анонсирована 7 ноября 2014 года и выпущена 24 мая 2016.